# Yves Hellegouarch
 (mars 2025).
Yves Hellegouarch, né le 18 septembre 1936 à Angers et mort le 5 février 2022 à Beuville, est un mathématicien français, travaillant en théorie des nombres.

## Biographie
Ancien élève de l'ENS (1957), agrégé de mathématiques, il fut professeur à l'université de Caen, depuis le début des années 1970. En 2000, il devient professeur émérite de la même université. 

## Travaux
Yves Hellegouarch a introduit en 1969, en partant d'une hypothétique solution à l’équation de Fermat, la courbe elliptique E(a, b) :
{\displaystyle y^{2}=x(x-a^{p})(x+b^{p})}
sur les nombres rationnels, qui fut ultérieurement nommée courbe de Frey après des travaux de Gerhard Frey. Il a également démontré que cette courbe (par exemple ses points de torsion d'ordre p) possèderait des caractéristiques très spécifiques. Hellegouarch avait auparavant étudié les points rationnels d'ordre fini (points de torsion) sur les courbes elliptiques, et avait obtenu, indépendamment avec Vadim Andreïevitch Demyanenko, que l'existence d'un point de torsion d'ordre {\displaystyle 2p^{2}} impliquait l'existence d'une solution non-triviale à l'équation de Fermat de degré p.,
Gerhard Frey a découvert en 1986 que la courbe elliptique ci-dessus était un contre-exemple potentiel de la conjecture de Taniyama-Shimura. Cela fut rigoureusement démontré par Jean-Pierre Serre et Ken Ribet. Ce fut le point de départ de la preuve de la conjecture de Fermat par Andrew Wiles obtenue en 1994.